# Dirty Boys
Pistes de The Next Day
The Next Day
(1) The Stars (Are Out Tonight)
(3)
Dirty Boys est une chanson de David Bowie parue en 2013 sur l'album The Next Day. Sur un rythme lent et haché orné d'un solo de saxophone baryton, elle livre quelques instantanés du quotidien d'un gang de jeunes délinquants rappelant les Droogies d'Orange Mécanique ou les Diamond Dogs d'Halloween Jack.  

## Description

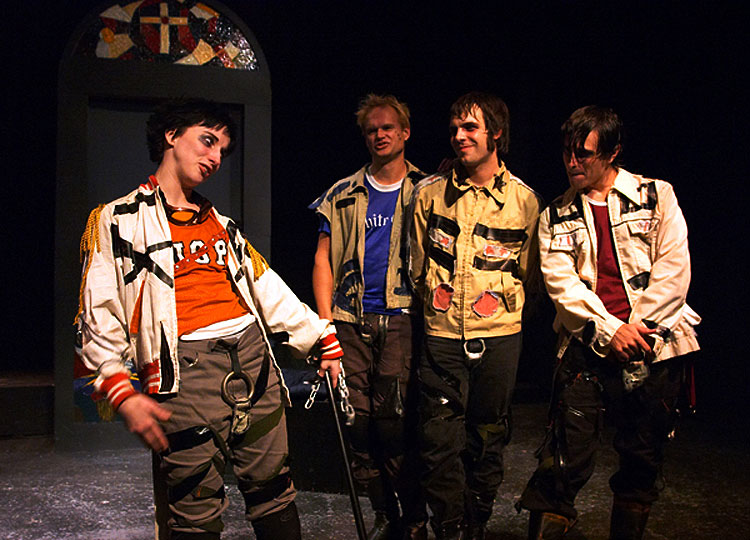
La bande des Droogies, dans une adaptation de 2003 d'Orange Mécanique.

C'est une chanson que le producteur Tony Visconti qualifie de « sombre et sordide »,, tandis que Bowie la résume par ces trois mots : violence, chthonic, intimidation (« violence, chthonienne, intimidation »).
Le texte fait entrer l'auditeur dans un gang de rue de petits délinquants, les Dirty Boys, qui évoquent les Droogies d'Orange mécanique et, pour les connaisseurs de Bowie, la bande des Diamond Dogs entraînés par Halloween Jack, ou ses encore plus anciens London Boys (1966). C'est une nouvelle expression de l'intérêt de Bowie pour ces jeunes ensauvagés, qui remonte à la fin des années 1960 où Bowie se rêvait en chef de bande et renforcé par sa lecture d'une étude de Jon Savage intitulée Teenage: The Creation of Youth Culture (2007). Le décor est celui d'une Tobacco Road, un nom peut-être inspiré par le titre d'une nouvelle lugubre d'Erskine Caldwell sur la Grande Dépression (1932), par son adaptation cinématographique de 1941 par John Ford, ou encore par celui d'un blues célèbre de John D. Loudermilk (1960) repris notamment par les Nashville Teens et par Jefferson Airplane. Le terme est quoi qu'il en soit aux États-Unis une façon de désigner une zone rurale pauvre et sordide. 
Les lignes suivantes, I will pull you out of here / We will go to Finchley Fair, sont caractéristiques de l'habitude de Bowie de glisser des vers aux sonorités de comptines du début du XXe siècle dans ses compositions : Finchley Fair est le nom d'une foire aux plaisirs organisée chaque année depuis 1905 au Victoria Park, à Londres. On retrouve du dandysme d'Halloween Jack dans l'intérêt que le narrateur porte à une plume pour orner un chapeau.
Le tempo est lent, la guitare d'Earl Slick alterne avec le saxophone baryton de Steve Elson, que Tony Visconti qualifie admirativement de « sale solo, qui sonne comme de la musique de boîte de strip-tease des années 1950 ». La batterie est hachée et retenue, donnant à l'auditeur l'impression de progresser « dans la boue, jusqu'aux genoux », jusqu'à un refrain rassérénant. La voix de Bowie est très stylisée, parfois qualifiée de « brechtienne » ou comparée à celles de Kurt Weill ou de Tom Waits.
Nicholas Pegg souligne la proximité du morceau avec Tiny Girls, de l'album d'Iggy Pop The Idiot produit par Bowie, pointant des guitare rythmique et saxophone très semblables et la symétrie des titres.

## Enregistrement
Les instruments sont enregistrés le 17 septembre 2011. Bowie pose sa voix le 8 mai 2012. Des overdubs avec le saxophone de Steve Elson et la guitare d'Earl Slick sont réalisés ensuite.

## Critiques
Plusieurs critiques estiment que le saxophone de Steve Elson, impeccable, joue un rôle crucial dans le morceau.

## Postérité
Dirty Boys est reprise dans la comédie musicale Lazarus.

## Musiciens
- David Bowie : chant, production
- Tony Visconti : guitare, ingénieur, mixage, production
- Earl Slick : guitare
- Gerry Leonard (en) : guitare
- Tony Levin : basse
- Steve Elson, du groupe Borneo Horns[8] : saxophone baryton
- Zachary Alford : batterie